# Omicidio di Gianfranco Cuccuini
L'omicidio di Gianfranco Cuccuini è un caso di omicidio avvenuto a Firenze la mattina del 24 marzo 1995. 
La vittima, il pensionato sessantacinquenne Gianfranco Cuccuini, fu ucciso all'interno di una libreria specializzata in libri e articoli religiosi in via del Proconsolo dove lavorava saltuariamente; i responsabili non sono mai stati identificati.

## Storia

### Gianfranco Cuccuini
Gianfranco Cuccuini era un ex tipografo d'arte residente a Sesto Fiorentino, sposato e con due figli. Il padre morì a pochi mesi dalla nascita di Gianfranco e la madre lo mise in collegio, dove Gianfranco imparò il mestiere di tipografo e a sedici anni entrò nella tipografia "Il Torchio" di Firenze; lì rimase per quarant'anni, prima di andare in pensione nel 1990. Dopo la pensione, un suo nipote lo mise in contatto con la proprietaria della libreria Manuelli, che vendeva articoli e libri religiosi, e Gianfranco cominciò a lavorare part-time presso il negozio. Quattro giorni prima di venire assassinato era appena tornato da una breve settimana bianca a Madonna di Campiglio, che aveva trascorso assieme ad alcuni amici.

### Il ritrovamento
Alle 8:45 di venerdì 24 marzo 1995, il sacerdote don Sergio Boffici si recò al palazzo della Curia Fiesolana per prendere alcune ostie da far consacrare per la messa alla parrocchia di Castelfranco. Bussò più volte alla porta sul retro che conduceva alla libreria Manuelli, ma non ottenne risposta. Passando allora dal cortile, una volta entrato dentro scorse in fondo al bancone quello che sembrava il corpo di un uomo steso a terra. Spaventatosi, don Boffici uscì in strada a chiamare aiuto e incontrò un altro sacerdote, don Giuseppe Saccardi, che accompagnò don Boffici nel negozio per scoprire cosa fosse successo. Lì venne rinvenuto il cadavere di Gianfranco Cuccuini, steso per terra in un lago di sangue. L'esame autoptico rivelò che Cuccuini era stato ucciso con ventisette colpi da arma da taglio, sferrati con inaudita violenza su molteplici parti del corpo, e che non aveva segni di lotta sulle braccia per cui era stato aggredito con talmente tanta velocità che non aveva avuto il tempo di difendersi. L'arma del delitto non fu mai ritrovata, ma venne ipotizzato che potesse trattarsi di un paio di forbici o di un tagliacarte dato il tipo di ferite, inflitte da una lama monotagliente.

## Indagini
Venne subito esclusa l'ipotesi di una rapina finita male, in quanto la violenza con cui era stato aggredito Cuccuini risultava alquanto inusuale per un ladro e dalla cassa non era stato rubato nulla. L'orario della morte venne collocato tra le 8:30 e le 8:45 di quella mattina, poiché proprio alle 8:30 Cuccuini era stato visto vivo per l'ultima volta da alcuni passanti e alle 8:45 il suo cadavere fu rinvenuto dentro la libreria. Gli inquirenti analizzarono i profili dei tipici clienti della libreria Manuelli, scoprendo che erano in gran parte religiosi ed ecclesiastici ma anche soggetti esaltati e dalle richieste particolari, tanto che nei giorni antecedenti all'omicidio lo stesso Cuccuini aveva confidato alla moglie i suoi dubbi su delle possibili messe nere praticate da questi clienti. La pista del delitto commesso da qualche squilibrato in preda a un raptus venne percorsa fin da subito, e diversi testimoni sostennero di aver visto, intorno all'ora del delitto, una signora camminare avanti e indietro davanti alla libreria Manuelli con le mani giunte. La donna venne identificata e interrogata, e nei suoi oggetti personali venne scoperto un ombrello sporco di sangue fresco. Tuttavia, le analisi scientifiche diranno in seguito che quelle tracce ematiche non appartengono a Gianfranco e che probabilmente provenivano invece da un piccolo incidente della donna, la cui posizione fu immediatamente archiviata in quanto aveva anche un solido alibi. 
Sulla scena del crimine, venne trovata un'agenda su cui erano state appuntate tre parole apparentemente insensate, ovvero "Uma harum uma". Gli esami linguistici e crittografici condotti dalla polizia scientifica di Bologna non riuscirono a dare un significato alla sequenza di parole, per cui gli inquirenti cercarono su Internet tutte e tre le combinazioni di parole (uma harum, uma uma e harum) derivabili dal breve testo e scoprirono che, in Indonesia, Uma è il nome di una divinità venerata sull'isola di Bali. Harum, invece, è il tempio della primavera nella Reggenza di Bangli, sempre in provincia di Bali, mentre "Uma uma" risultò essere un'espressione usata spesso in filmati a sfondo sessuale su siti erotici thailandesi.
Le analisi sulla vita privata del Cuccuini rivelarono che la mattina del 24 marzo 1995 lui non doveva neanche trovarsi sul posto di lavoro, dato che i suoi giorni lavorativi al negozio Manuelli erano il martedì, il mercoledì e il giovedì, ma quel venerdì aveva accettato di sostituire la proprietaria del negozio poiché doveva accompagnare la figlia dall'oculista: infine, aveva anche aperto prima rispetto al solito. Una testimone, inoltre, disse che alle 8:30 di quel venerdì aveva visto entrare nel negozio Manuelli un uomo corrispondente alla descrizione del Cuccuini e un'altra persona dai capelli lunghi, non identificata se uomo o donna. Quel soggetto, mai identificato, poteva essere verosimilmente l'assassino. Il luogo del delitto non presentava né schizzi di sangue sulle pareti né le impronte dell'omicida, ma venne rinvenuta una singola goccia di sangue su una sedia in legno vicina al corpo del Cuccuini; sempre in prossimità del cadavere della vittima vennero trovati i suoi occhiali, un mazzo di chiavi e un mocio. Il medico legale stimò che il primo colpo, violentissimo, era stato inferto da sinistra verso destra e dall'alto verso il basso alla schiena del Cuccuini: venne ritenuta probabile una dinamica in cui il primo colpo era stato sferrato alla schiena della vittima mentre questa, forse per raccogliere quel mazzo di chiavi, era seduta sulla sedia in legno e protesa in avanti verso l'aggressore. La goccia di sangue sulla sedia, invece, sarebbe caduta dalla lama gocciolante dell'assassino che subito dopo ha pugnalato quasi rasoterra il Cuccuini altre ventisei volte, il che spiegherebbe l'assenza di impronte e schizzi di sangue nel negozio.
Gli accertamenti sulla struttura del negozio rivelarono infine che l'unica via di fuga a disposizione dell'assassino era proprio l'ingresso principale della libreria, dato che l'ingresso laterale era chiuso dall'interno e comunque l'aggressore non avrebbe potuto fuggire da lì, in quanto proprio a quella porta don Boffici aveva ripetutamente bussato intorno alle 8:45, subito dopo il delitto. Nonostante svariati anni di indagini, il responsabile della morte di Cuccuini non fu mai catturato e il delitto rimane tutt'oggi irrisolto.

## Influenza culturale
Il caso di Cuccuini venne trattato nel quinto episodio della seconda stagione di Blu notte - Misteri italiani, condotto da Carlo Lucarelli.